# 休·史密斯
休·史密斯（英語：Sue Smith，1979年11月24日—），英国前女子足球运动员，场上位置是前锋。她曾代表英格兰代表队参加2007年国际足联女子世界杯，结果队伍止步八强赛。